# 袁祖安
袁祖安，江苏如皋人。清朝政治人物。
同治元年壬戌科进士。光绪五年（1879年），擔任清朝廣州府南海縣知縣。后由徐賡陛接任。累官广东钦州直隶州知州。